# CMA-CGM-Christophe-Colomb-Klasse
Die Schiffe der CMA-CGM-Christophe-Colomb-Klasse zählen zu den größten Containerschiffen der Welt.

## Geschichte
Das Typschiff CMA CGM Christophe Colomb mit der Baunummer 4156 wurde am 10. November 2009 bei der Werft Daewoo Shipbuilding & Marine Engineering in Geoje, Südkorea fertiggestellt. Auftraggeber war die Reederei CMA CGM aus Marseille. Die mit dem Typschiff CMA CGM Christophe Colomb begonnene Baureihe wurde zunächst von den Schwesterschiffen CMA CGM Corte Real, CMA CGM La Pérouse, CMA CGM Magellan CMA CGM Amerigo Vespucci komplettiert, bei denen es sich technisch um nahezu denselben Schiffstyp, wie bei der MSC-Daniela-Klasse handelt. Darüber hinaus wurden noch die jeweils dreißig Meter längeren und drei Meter breiteren Schiffe CMA CGM Marco Polo,  CMA CGM Jules Verne und CMA CGM Alexander von Humboldt eines vergrößerten Typs gebaut.
Die fünf Schiffe der 13.344-TEU-Baureihe von CMA CGM wurden ab Anfang Juni 2010 mit fünf weiteren fast baugleichen von Maersk eingesetzten 13.092-TEU-Schiffen der Maersk-Edinburgh-Klasse im slow-steaming (englisch: langsamfahrend) FAL5-Containerdienst von Europa nach Fernost eingesetzt.

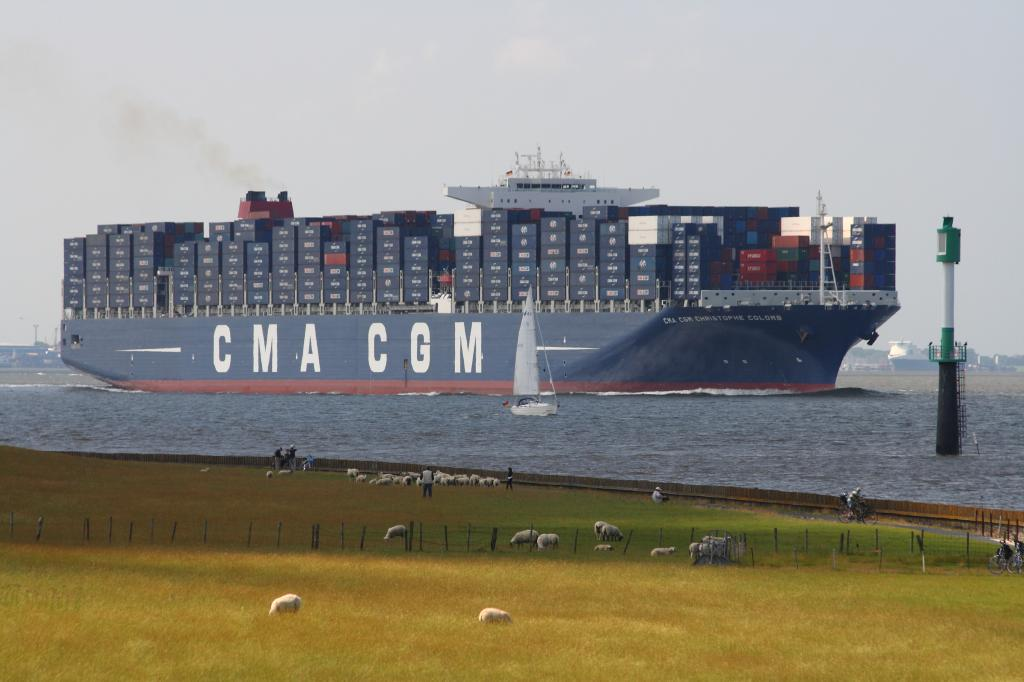
CMA CGM Christophe Colomb
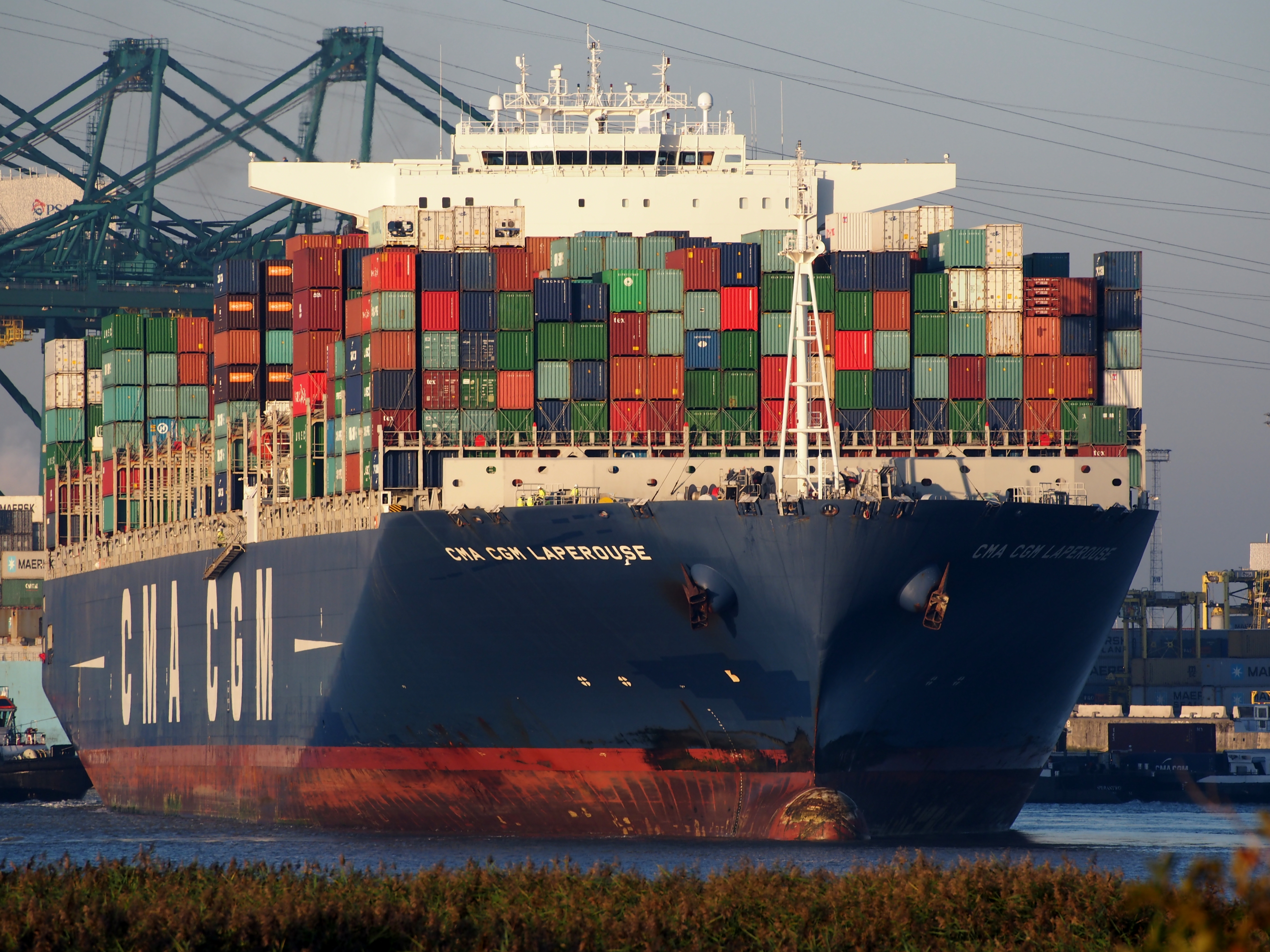
CMA CGM Laperouse
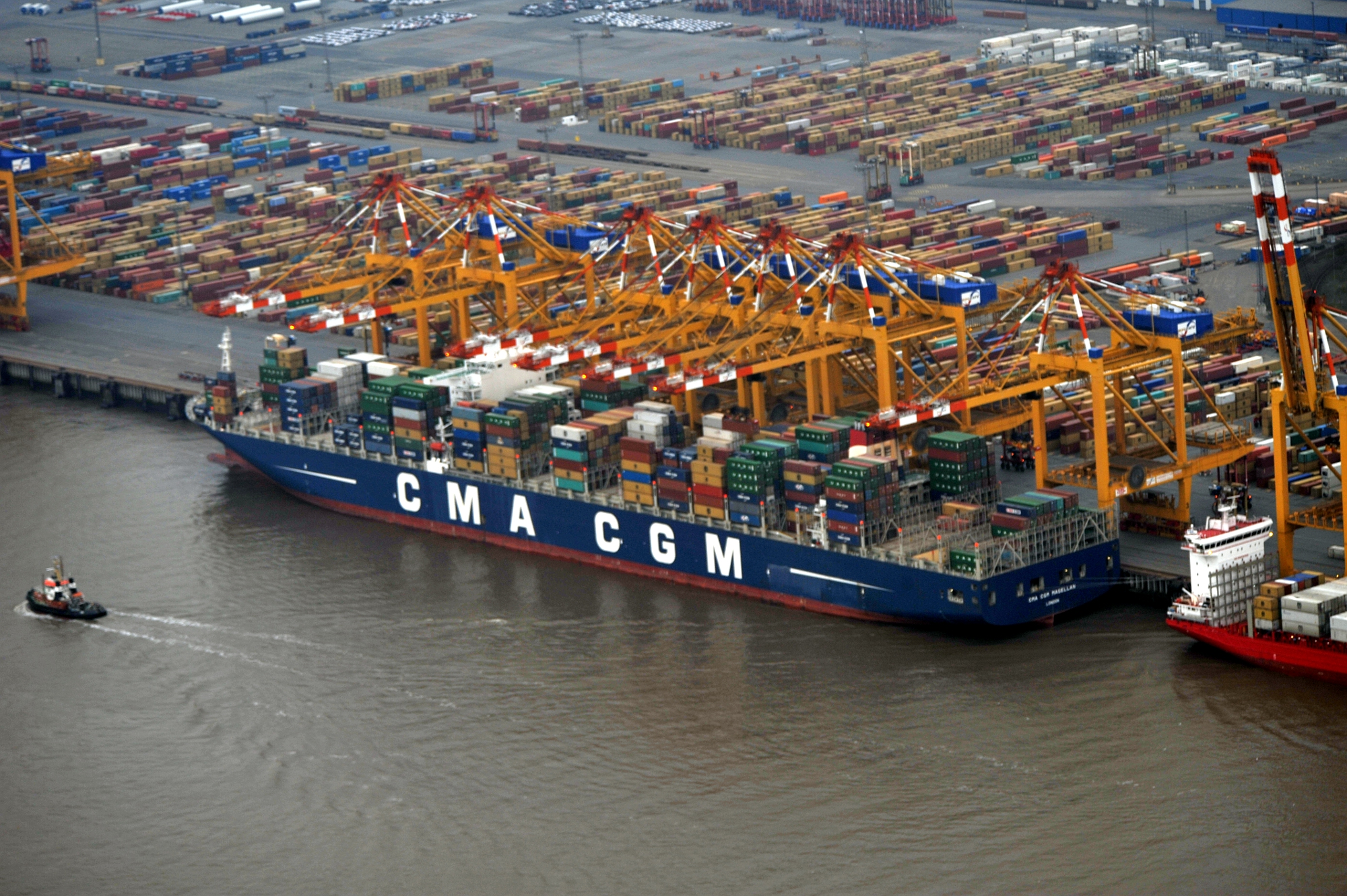
CMA CGM  Magellan
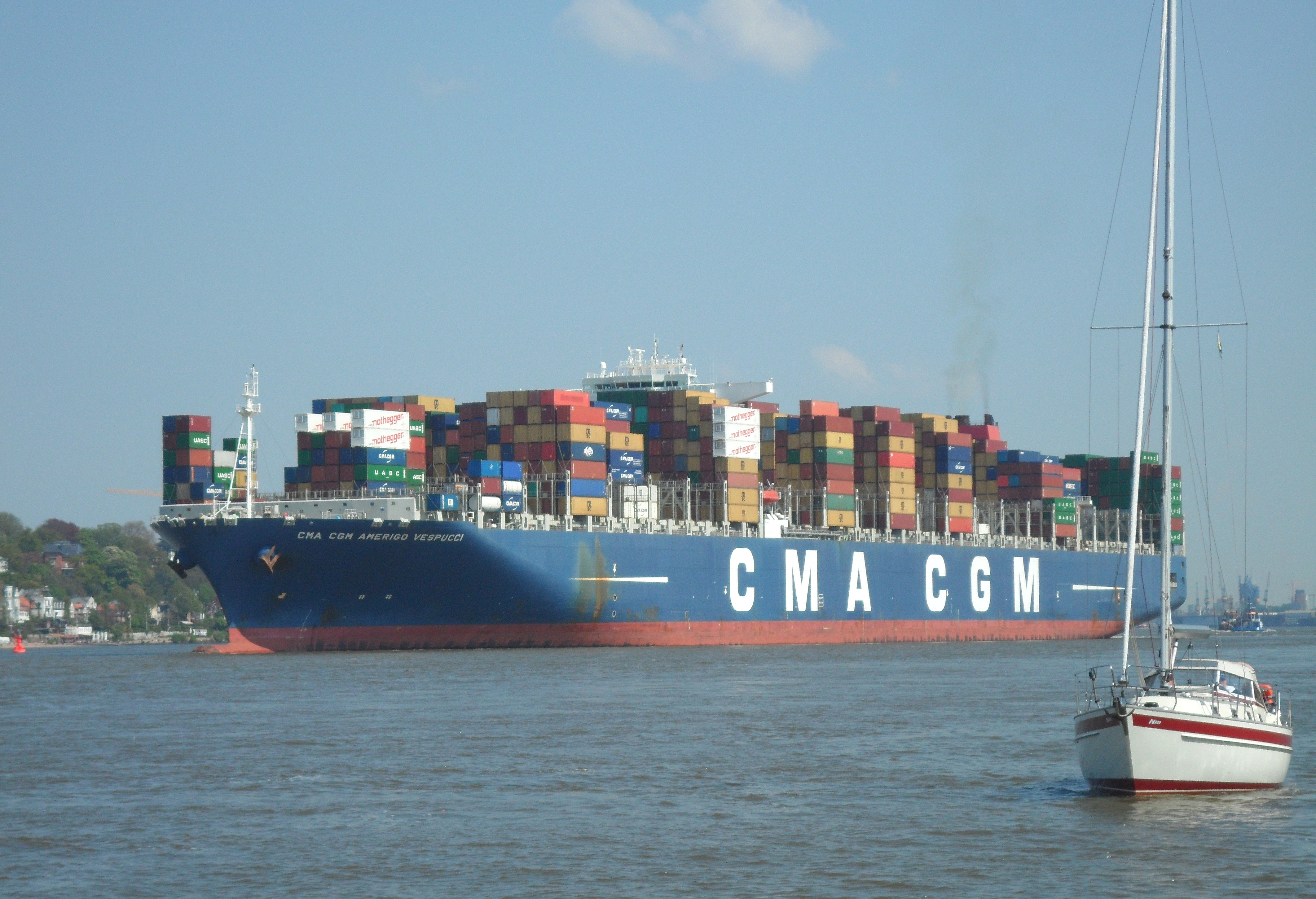
CMA CGM Amerigo Vespucci

## Technik

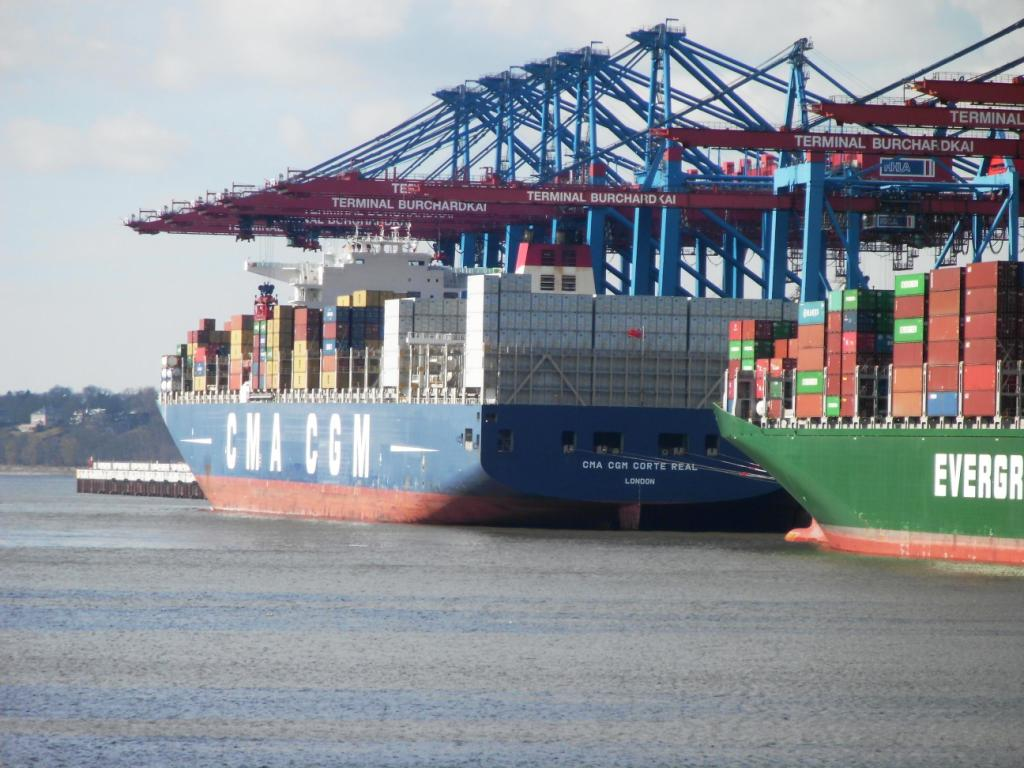
Die CMA CGM Corte Real im Hamburger Hafen

Vordergründig ist zum einen zunächst die Größe der Doppelhüllenschiffe; sie zählten Ende 2009 zu den größten Containerschiffen weltweit. Schiffbaulich auffallender sind aber eine Reihe von Innovationen und Details, insbesondere im Sinne des Umweltschutzes in der Seeschifffahrt. So ist das Deckshaus, anders als bei der Mehrzahl der herkömmlichen Containerschiffe, weit vorne angeordnet, was einen verbesserten Sichtstrahl und somit höhere vordere Decksbeladung ermöglicht. Vor dem Deckshaus befinden sich acht 40-Fuß-Bays, dahinter 10 Bays und hinter dem Maschinenaufbau vier weitere Bays. Unterhalb des Aufbaus sind unter anderem die Bunkertanks angeordnet, um neueste MARPOL-Vorschriften zu erfüllen. Herausstechend ist auch die leistungsfähige Antriebsanlage mit dem leistungsstärksten zurzeit lieferbaren Zweitakt-Dieselmotortyp, dem 14RT-flex96C. Dieser ist so weit wie möglich achtern angeordnet und soll durch seine elektronische Steuerung den Kraftstoffverbrauch und die Treibhausgasemissionen um rund drei Prozent verringern. Am strömungsoptimierten Unterwasserschiff sind vor dem Schiffspropeller Leitflächen zur Verbesserung des Anströmungsverhaltens des Propellers angebaut, was ebenso wie die Ruderform die Energieeffizienz verbessern soll. Bemerkenswert sind auch weitere technische Merkmale, wie ein Schiffsmüllkompaktor oder ein integriertes Ölauffangsystem. Die Laderäume der CMA-CGM-Christophe-Colomb-Klasse werden mit Pontonlukendeckeln verschlossen. Die Schiffe haben eine Kapazität von 13.344 TEU, 800 Kühlcontainer können angeschlossen werden.

## Die Schiffe
| CMA-CGM-Christophe-Colomb-Klasse | CMA-CGM-Christophe-Colomb-Klasse | CMA-CGM-Christophe-Colomb-Klasse | CMA-CGM-Christophe-Colomb-Klasse  | CMA-CGM-Christophe-Colomb-Klasse |
| Bauname                          | Baunummer                        | IMO-Nummer                       | Kiellegung Stapellauf Ablieferung | Umbenennungen und Verbleib       |
| -------------------------------- | -------------------------------- | -------------------------------- | --------------------------------- | -------------------------------- |
| CMA CGM Christophe Colomb        | 4156                             | 9453559                          | - November 2009                   |                                  |
| CMA CGM Amerigo Vespucci         | 4157                             | 9454395                          | - Juli 2010                       |                                  |
| CMA CGM Corte Real               | 4158                             | 9454400                          | - August 2010                     |                                  |
| CMA CGM Laperouse                | 4159                             | 9454412                          | - September 2010                  |                                  |
| CMA CGM Magellan                 | 4160                             | 9454424                          | - September 2010                  |                                  |